# كاسا سي-101
كاسا سي-101 (بالإنجليزية: CASA C-101)‏ هي طائرة تدريب أنتجت في إسبانيا. من صناعة إيادس كاسا. تستخدم بشكل أساسي من قبل القوات الجوية الإسبانية. كان أول طيران لها في 27 يونيو 1977. دخلت الخدمة في 17 مارس 1980، ومازالت في الخدمة حتى الآن. صنع منها 166 طائرة.

## المستخدمون
- القوات الجوية الإسبانية
- سلاح الجو الملكي الأردني

## مواصفات (CASA C-101EB)
البيانات من {name of first source}
الخصائص العامة
- الطاقم: اثنان (متدرب ومدرب)
- الطول: 12.25 m (40 ft 2 in)
- باع الجناح: 10.60 m (34 ft 9 in)
- الارتفاع: 4.25 m (13 ft 11 in)
- مساحة الجناح : 20.0 m² (215 ft²)
- الوزن فارغة: 3,800 kg (8,380 lb)
- الوزن محملة: 5,000 kg (11,000 lb)
- وزن الإقلاع الأقصى: 5,600 kg (12,300 lb)
- محرك الطائرة: 1 × Garrett TFE731-2-2J محرك عنفي مروحي engine, 15.8 kN (3,550 lbf)

الأداء
- السرعة القصوى: 770 km/h (417 knots, 480 mph)
- مدى (طائرة): 4000 km (2160 nm, 2485 mi)
- سقف الخدمة: 12,500 m (41,000 ft)
- معدل الصعود: 1,490 m/min (4,900 ft/min)
- حمولة الجناح: 250 kg/m² (52 lb/ft²)
- دفع/وزن: 1:3.2 (3.16 N/kg)
- Maximum G: +7.5 -3.9

التسليح

- 2 - Rafael بيتون (صاروخ) (A-36 "Toqui") صاروخ جو-جوs